# Eilandsraadverkiezingen Curaçao 1991
De 21 zetels in de Eilandsraad werden op 12 april 1991 gekozen door middel van het systeem van evenredige vertegenwoordiging.
| Partij        | Kleur | Lijsttrekker         |
| ------------- | ----- | -------------------- |
| PNP           | groen | Maria Liberia-Peters |
| Frente Obrero | bruin | George Hueck         |
| MAN           | blauw | Don Martina          |
| DP            | rood  | Raymond Bentoera     |

|                          | # stemmen | % |
| ------------------------ | --------- | - |
| Kiesgerechtigden         |           |   |
| Niet opgekomen           | 40.694    |   |
| Opkomst                  |           |   |
| Blanco/ongeldige stemmen | 2.000     |   |
| Geldige stemmen          |           |   |

| Partij     |         |        |          |
| Partij     | stemmen | zetels | verschil |
| ---------- | ------- | ------ | -------- |
| PNP        | 33.164  | 10     | +2       |
| FOL        | 16.603  | 5      | +2       |
| MAN        | 10.378  | 3      | -3       |
| DP         | 6.624   | 2      | -2       |
| Nos Patria | 3.780   | 1      | nieuw    |
| Totaal     |         | 21     |          |

## Coalitie
In de Eilandsraad werd de coalitie tussen de PNP en FOL voortgezet in een nieuw Bestuurscollege.